# Cartoon Network, Norden
Cartoon Network er en 100% dansk børnekanal 24 timer i døgnet. Kanalen sender både tegnefilm og live action. Kanalen viser serier som bl.a. Ben 10, Fosters Hjem for Fantasivenner, Kodenavn: Naboens Børn samt Billy & Mandy, og CN producerer løbende nye tegneserier som fx Ben 10: Alien Force, Min Bedste Ven Er En Abe & Egerndrengen samt live-actionserien Spionfamilien. Desuden viser kanalen også tegnefilm og spillefilm i fuld længde, og engagerer børn gennem konkurrencer og aktiviteter.
Cartoon Network sorterer under Turner Broadcasting System, som også huser kanalerne Boomerang, TCM (Turner Classic Movies) og CNN i Norden.
Cartoon Network er en betalingskanal, dvs. at man enten skal have parabol, kabel-tv, antenneforening eller en anden form for betalingstv, der har Cartoon Network i deres programpakke, hvis man vil have mulighed for at se kanalen på sit fjernsyn.
I marts 2008 har Cartoon Network i Danmark udvidet med tv-kanalen Boomerang.

## Serier
Cartoon Network viser blandt andet:
- Ben 10
- Gumballs Fantastiske verden
- Teen Titans Go!
- Eventyrtid
- Dansekat
- Bækkens børn
- Sommerkolonien
- Vi bare bjørne
- Ninjago: Masters of Spinjitzu
- Regular Show

## Tidligere sendte serier
- Atomic Betty
- Agent Egern
- Duck Dodgers
- Familien Jetson
- De Fantastiske 4
- Sabrina
- Justice League
- Megas XLR
- Klasse 3000
- Rumnørderne
- Spaced Out
- X-Men: Evolution
- Yoogi bear
- Sunes Verden
- Familien Flintstone
- Byggemand Bob
- Thomas og vennerne
- Looney Tunes
- Magnus og Myggen
- Spionfamilien
- Nexo Knights
- Fosters hjem for fantasivenner
- Får i storbyen
- Ed, Edd og Eddy
- Dextors Laboratorium
- Ben 10: Alien Force
- Pusur
- Min bedste ven er en abe
- Ko og Kylling
- Egerndrengen
- Kodenavn: Naboens børn
- Krampetvillingerne
- Junior Lee
- Johnny Test
- Johnny Bravo
- Scooby Doo Show
- Grumme eventyr med Billy og Mandy
- Frygtløs den frygtsomme hund
- Sidste sladder
- Dragerytterne fra Besærkø
- Hi Hi Puffy AmiYum
- Hva så Scooby-Doo
- Radiserne
- Sidekick
- Total Drama action
- Xiaolin showdown
- Chop Shocky chook
- Tom & Jerry Tales
- Samurai Jack
- Tom & Jerry
- Total Drama island